# Échevis
Échevis település Franciaországban, Drôme megyében. Lakosainak száma 56 fő (2022. január 1.). Échevis La Chapelle-en-Vercors, Sainte-Eulalie-en-Royans, Saint-Laurent-en-Royans, Saint-Martin-en-Vercors és Châtelus községekkel határos.

## Népesség
A település népességének változása:
| Lakosok száma | 41   | 47   | 36   | 62   | 52   | 49   | 51   | 56   | 56   | 56   |
|               | 1968 | 1982 | 1990 | 2006 | 2013 | 2015 | 2017 | 2019 | 2020 | 2022 |